# Manuel Marulanda
Manuel Marulanda, właśc. Pedro Antonio Marín, znany też jako Tirofijo (ur. 13 maja 1930 w Quindío, zm. 26 marca 2008) – założyciel i wieloletni przywódca działającej od lat 60. kolumbijskiej lewicowej organizacji partyzanckiej Rewolucyjne Siły Zbrojne Kolumbii (FARC).

## Życiorys
Pochodził z chłopskiej rodziny. Ukończył jedynie 5 klas szkoły podstawowej. W młodości był zwolennikiem Jorge Gaitána. W latach 60. objął dowództwo nad oddziałem komunistycznych partyzantów. Przyjął nazwisko Manuel Marulanda na cześć zamordowanego przez władze działacza związkowego. W 1964 roku grupa Marulandy zajęła kilka municypiów, które partyzanci nazwali Marquetalia (Niezależna Republika Komunistyczna). Po wkroczeniu wojska na te tereny, Marulanda zbiegł do lasu, a za jego głowę armia wyznaczyła 100 tysięcy pesos nagrody. W 1966 roku Marulanda zjednoczył Komunistyczne Siły Samoobrony jako Rewolucyjne Siły Zbrojne Kolumbii (FARC). 
Manuel Marulanda zmarł 26 marca 2008 na zawał serca. Wiadomość o jego śmierci pojawiła się dopiero 24 maja i pochodziła ze źródeł rządowych. FARC potwierdził ją następnego dnia.